# Planococcus minor
Planococcus minor är en insektsart som först beskrevs av William Miles Maskell 1897.  Planococcus minor ingår i släktet Planococcus och familjen ullsköldlöss. Inga underarter finns listade i Catalogue of Life.